# Championnat de Bulgarie de football 2019-2020
Navigation
Édition précédente Édition suivante
La saison 2019-2020 du Championnat de Bulgarie de football est la 96e édition du championnat de première division en Bulgarie. Les quatorze meilleurs clubs du pays se retrouvent au sein d'une poule unique suivie d'une phase de barrages, où ils s'affrontent quatre fois, deux à domicile et deux à l'extérieur.
Le 13 mars, la compétition est suspendue, en raison de la pandémie de maladie à coronavirus. La reprise est programmée pour le 5 juin, selon l'annonce faite par la Fédération de Bulgarie de football début mai, avec des barrages réduits à cinq journées.

## Participants
Légende des couleurs
- Premier tour de qualification de la Ligue des champions 2019-2020
- Deuxième tour de qualification de la Ligue Europa 2019-2020
- Premier tour de qualification de la Ligue Europa 2019-2020
- Promu de deuxième division

| Club                | Présent depuis | Classement 2018-2019 | Stade                    | Capacité théorique |
| ------------------- | -------------- | -------------------- | ------------------------ | ------------------ |
| Ludogorets Razgrad  | 2012           | 1                    | Ludogorets Arena         | 8 808              |
| CSKA Sofia          | 2016           | 2                    | Stade de l'armée bulgare | 18 495             |
| Levski Sofia        | 1923           | 3                    | Stade Georgi Asparoukhov | 25 000             |
| Beroe Stara Zagora  | 2009           | 4                    | Stade Beroe              | 12 128             |
| Tcherno More Varna  | 2001           | 5                    | Stade Ticha              | 8 250              |
| Botev Plovdiv       | 2013           | 6                    | Complexe Botev 1912      | 4 000              |
| Etar Veliko Tarnovo | 2017           | 7                    | Stade Ivaylo             | 25 000             |
| Lokomotiv Plovdiv   | 2002           | 8                    | Stade Lokomotiv          | 13 000             |
| Slavia Sofia        | 1952           | 9                    | Stade Slavia             | 25 556             |
| Botev Vratsa        | 2018           | 10                   | Stade Hristo Botev       | 12 000             |
| Vitosha Bistritsa   | 2017           | 11                   | Stade Bistritsa          | 2 500              |
| Dunav Ruse          | 2016           | 13                   | Stade Gradski            | 12 400             |
| Tsarsko Selo Sofia  | 2019           | 1 (D2)               | Complexe Tsarsko Selo    | 2 000              |
| Arda Kardjali       | 2019           | 3 (D2)               | Arena Arda               | 15 000             |

### Règlement
Le barème utilisé pour établir le classement est le suivant : une victoire vaut trois points, le match nul un, la défaite ne rapporte aucun point.
Pour départager les équipes, les critères suivants sont utilisés:
1. Résultats lors des confrontations directes (dans l'ordre : nombre de points, différence de buts, buts marqués, buts marqués à l'extérieur (ce dernier cas n'est appliqué que si seulement deux équipes sont à égalité))
2. Différence de buts générale
3. Nombre de buts marqués
4. Classement au fair-play (nombre de cartons obtenus au cours de la saison)
5. Tirage au sort

## Phase préliminaire

### Classement
| Rang | Équipe               | Pts | J  | G  | N  | P  | Bp | Bc | Diff |
| ---- | -------------------- | --- | -- | -- | -- | -- | -- | -- | ---- |
| 1    | Ludogorets Razgrad T | 62  | 26 | 18 | 8  | 0  | 46 | 12 | +34  |
| 2    | Lokomotiv Plovdiv C  | 50  | 26 | 14 | 8  | 4  | 49 | 23 | +26  |
| 3    | CSKA Sofia           | 50  | 26 | 14 | 8  | 4  | 41 | 17 | +24  |
| 4    | Levski Sofia         | 49  | 26 | 14 | 7  | 5  | 43 | 19 | +24  |
| 5    | Slavia Sofia         | 45  | 26 | 13 | 6  | 7  | 36 | 28 | +8   |
| 6    | Beroe Stara Zagora   | 43  | 26 | 14 | 1  | 11 | 44 | 34 | +10  |
| 7    | Tcherno More Varna   | 40  | 26 | 10 | 10 | 6  | 32 | 24 | +8   |
| 8    | Arda Kardjali P      | 31  | 26 | 7  | 10 | 9  | 27 | 33 | -6   |
| 9    | Botev Plovdiv        | 30  | 26 | 8  | 6  | 12 | 26 | 30 | -4   |
| 10   | Etar Veliko Tarnovo  | 27  | 26 | 6  | 9  | 11 | 31 | 45 | -14  |
| 11   | Tsarsko Selo Sofia P | 25  | 26 | 7  | 4  | 15 | 24 | 42 | -18  |
| 12   | Botev Vratsa         | 22  | 26 | 5  | 7  | 14 | 21 | 46 | -25  |
| 13   | Dunav Ruse           | 19  | 26 | 4  | 7  | 15 | 21 | 49 | -28  |
| 14   | Vitosha Bistritsa    | 6   | 26 | 1  | 3  | 22 | 15 | 54 | -39  |

|  | Qualification pour les barrages de championnat                                           |
|  | Qualification pour les barrages de qualification                                         |
|  | T : Tenant du titre C : Vainqueur de la Coupe de Bulgarie P : Promu de deuxième division |

### Résultats
| Résultats (▼dom., ►ext.) | ARD | BER | BOP | BOV | CSKA | DUN | ETA | LEV | LOK | LUD | SLA | TCH | TSA | VIT |
| Arda Kardjali            |     | 3-1 | 0-0 | 2-1 | 0-0  | 0-2 | 2-1 | 1-3 | 2-5 | 1-1 | 0-1 | 0-0 | 0-2 | 2-0 |
| Beroe Stara Zagora       | 0-1 |     | 2-0 | 4-0 | 2-1  | 2-0 | 2-0 | 1-1 | 2-0 | 2-4 | 1-2 | 3-0 | 2-0 | 1-0 |
| Botev Plovdiv            | 1-1 | 3-1 |     | 0-1 | 0-1  | 3-1 | 2-0 | 1-0 | 0-0 | 0-1 | 0-1 | 1-1 | 0-2 | 2-1 |
| Botev Vratsa             | 3-1 | 1-3 | 3-0 |     | 0-3  | 0-0 | 2-1 | 0-0 | 1-4 | 0-1 | 0-2 | 1-1 | 0-1 | 1-1 |
| CSKA Sofia               | 3-2 | 2-0 | 1-0 | 1-0 |      | 4-0 | 2-2 | 2-2 | 1-1 | 0-0 | 1-0 | 1-3 | 3-0 | 4-0 |
| Dunav Ruse               | 0-0 | 0-3 | 1-2 | 0-0 | 1-1  |     | 0-2 | 1-2 | 0-3 | 0-1 | 0-0 | 0-2 | 3-1 | 2-0 |
| Etar Veliko Tarnovo      | 1-1 | 2-1 | 2-2 | 1-1 | 0-4  | 5-3 |     | 0-0 | 0-5 | 1-1 | 0-2 | 1-0 | 1-1 | 1-0 |
| Levski Sofia             | 2-1 | 1-3 | 3-1 | 3-1 | 0-0  | 2-0 | 3-0 |     | 1-0 | 0-1 | 1-2 | 3-0 | 2-0 | 2-0 |
| Lokomotiv Plovdiv        | 0-0 | 3-0 | 1-1 | 2-0 | 1-0  | 3-1 | 2-0 | 0-0 |     | 1-1 | 3-2 | 1-0 | 4-0 | 1-1 |
| Ludogorets Razgrad       | 2-0 | 3-1 | 2-1 | 6-0 | 0-0  | 5-1 | 2-0 | 2-0 | 2-1 |     | 0-0 | 1-1 | 2-0 | 2-0 |
| Slavia Sofia             | 2-3 | 2-4 | 2-1 | 2-2 | 1-2  | 3-1 | 2-1 | 0-2 | 1-1 | 1-1 |     | 0-1 | 1-0 | 3-2 |
| Tcherno More Varna       | 1-1 | 2-0 | 2-0 | 4-1 | 0-2  | 1-1 | 1-1 | 2-2 | 3-1 | 1-2 | 0-0 |     | 1-0 | 2-0 |
| Tsarsko Selo Sofia       | 0-0 | 2-1 | 0-3 | 3-0 | 2-1  | 1-2 | 2-2 | 0-2 | 2-3 | 0-2 | 1-3 | 1-1 |     | 1-0 |
| Vitosha Bistritsa        | 1-3 | 1-2 | 0-2 | 0-2 | 0-1  | 1-1 | 2-6 | 0-4 | 2-3 | 0-1 | 0-1 | 0-2 | 3-2 |     |

## Barrages de championnat
Les points et buts marqués lors de la phase championnat sont retenus en totalité. À l'issue de cette phase, le premier au classement remporte le championnat et se qualifie pour le premier tour de qualification de la Ligue des champions 2020-2021, le deuxième se qualifie pour le premier tour de qualification de la Ligue Europa 2020-2021, et le troisième se qualifie pour un match d'appui face au vainqueur des barrages européens. Si le vainqueur de la Coupe de Bulgarie termine dans les trois premières places, la place de barrage est laissée au quatrième du championnat.
| Rang | Équipe               | Pts | J  | G  | N  | P  | Bp | Bc | Diff |  | Résultats (▼ dom., ► ext.) | LUD | CSKA | SLA | LEV | LOK | BER |
| ---- | -------------------- | --- | -- | -- | -- | -- | -- | -- | ---- |  | -------------------------- | --- | ---- | --- | --- | --- | --- |
| 1    | Ludogorets Razgrad T | 72  | 31 | 21 | 9  | 1  | 59 | 18 | +41  |  | Ludogorets Razgrad T       |     | 3-0  |     |     | 6-1 | 2-1 |
| 2    | CSKA Sofia           | 59  | 31 | 16 | 11 | 4  | 52 | 22 | +30  |  | CSKA Sofia                 | 1-1 |      |     | 3-3 |     | 5-0 |
| 3    | Slavia Sofia         | 55  | 31 | 16 | 7  | 8  | 42 | 32 | +10  |  | Slavia Sofia               | 3-1 | 0-0  |     |     |     |     |
| 4    | Levski Sofia         | 53  | 31 | 15 | 8  | 8  | 50 | 30 | +20  |  | Levski Sofia               |     |      | 1-2 |     | 1-2 |     |
| 5    | Lokomotiv Plovdiv C  | 53  | 31 | 15 | 8  | 8  | 53 | 35 | +18  |  | Lokomotiv Plovdiv C        |     | 1-2  | 0-1 |     |     | 0-2 |
| 6    | Beroe Stara Zagora   | 51  | 31 | 16 | 1  | 14 | 50 | 43 | +7   |  | Beroe Stara Zagora         |     |      | 2-0 | 1-2 |     |     |

|  | Qualification pour le premier tour de qualification de la Ligue des champions 2020-2021. |
|  | Qualification pour le premier tour de qualification de la Ligue Europa 2020-2021.        |
|  | Qualification pour la finale des barrages européens.                                     |
|  | T : Tenant du titre C : Vainqueur de la Coupe de Bulgarie                                |

## Barrages de qualification
Les deux premiers des deux groupes sont qualifiés pour les demi-finales des barrages européen tandis que les deux derniers des deux groupes sont qualifiés pour les demi-finales des barrages de relégation.

### Groupe A
| Rang | Équipe              | Pts | J  | G  | N  | P  | Bp | Bc | Diff |  | Résultats (▼ dom., ► ext.) | TCH | ETA | TSA | VIT |
| ---- | ------------------- | --- | -- | -- | -- | -- | -- | -- | ---- |  | -------------------------- | --- | --- | --- | --- |
| 1    | Tcherno More Varna  | 47  | 29 | 12 | 11 | 6  | 38 | 26 | +12  |  | Tcherno More Varna         |     | 2-2 |     | 1-0 |
| 2    | Etar Veliko Tarnovo | 31  | 29 | 7  | 10 | 12 | 33 | 47 | -14  |  | Etar Veliko Tarnovo        |     |     | 0-1 | 1-0 |
| 3    | Tsarsko Selo Sofia  | 31  | 29 | 9  | 4  | 16 | 27 | 46 | -19  |  | Tsarsko Selo Sofia         | 1-4 |     |     |     |
| 4    | Vitosha Bistritsa   | 6   | 29 | 1  | 3  | 25 | 15 | 57 | -42  |  | Vitosha Bistritsa          |     |     | 0-1 |     |

|  | Qualification pour les barrages européens.     |
|  | Qualification pour les barrages de relégation. |
|  | Relégation en deuxième division.               |

### Groupe B
| Rang | Équipe        | Pts | J  | G  | N  | P  | Bp | Bc | Diff |  | Résultats (▼ dom., ► ext.) | BOP | ARD | BOV | DUN |
| ---- | ------------- | --- | -- | -- | -- | -- | -- | -- | ---- |  | -------------------------- | --- | --- | --- | --- |
| 1    | Botev Plovdiv | 36  | 29 | 10 | 6  | 13 | 32 | 34 | -2   |  | Botev Plovdiv              |     |     | 3-2 | 3-1 |
| 2    | Arda Kardjali | 35  | 29 | 8  | 11 | 10 | 28 | 35 | -7   |  | Arda Kardjali              | 1-0 |     |     | 0-2 |
| 3    | Botev Vratsa  | 26  | 29 | 6  | 8  | 15 | 26 | 50 | -24  |  | Botev Vratsa               |     | 0-0 |     |     |
| 4    | Dunav Ruse    | 22  | 29 | 5  | 7  | 17 | 25 | 55 | -30  |  | Dunav Ruse                 |     |     | 1-3 |     |

|  | Qualification pour les barrages européens.     |
|  | Qualification pour les barrages de relégation. |

## Barrages européens
Le vainqueur des barrages européens se qualifie pour le premier tour de qualification de la Ligue Europa 2020-2021.
|  | Quarts de finale    | Quarts de finale    | Quarts de finale | Quarts de finale |                    |                    | Demi-finales    | Demi-finales    | Demi-finales    | Demi-finales    |  |  | Finale          | Finale          | Finale          | Finale          |
|  |                     |                     |                  |                  |                    |                    |                 |                 |                 |                 |  |  |                 |                 |                 |                 |
|  | 7 juillet 2020      | 7 juillet 2020      | 7 juillet 2020   | 7 juillet 2020   |                    |                    | 11 juillet 2020 | 11 juillet 2020 | 11 juillet 2020 | 11 juillet 2020 |  |  | 19 juillet 2020 | 19 juillet 2020 | 19 juillet 2020 | 19 juillet 2020 |
|  | 7 juillet 2020      | 7 juillet 2020      | 7 juillet 2020   | 7 juillet 2020   |                    |                    | 11 juillet 2020 | 11 juillet 2020 | 11 juillet 2020 | 11 juillet 2020 |  |  | 19 juillet 2020 | 19 juillet 2020 | 19 juillet 2020 | 19 juillet 2020 |
|  | Tcherno More Varna  | Tcherno More Varna  | 1                | 1                |                    |                    | 11 juillet 2020 | 11 juillet 2020 | 11 juillet 2020 | 11 juillet 2020 |  |  | 19 juillet 2020 | 19 juillet 2020 | 19 juillet 2020 | 19 juillet 2020 |
|  | Tcherno More Varna  | Tcherno More Varna  | 1                | 1                |                    |                    | 11 juillet 2020 | 11 juillet 2020 | 11 juillet 2020 | 11 juillet 2020 |  |  | 19 juillet 2020 | 19 juillet 2020 | 19 juillet 2020 | 19 juillet 2020 |
|  | Arda Kardjali       | Arda Kardjali       | 0                | 0                |                    |                    | 11 juillet 2020 | 11 juillet 2020 | 11 juillet 2020 | 11 juillet 2020 |  |  | 19 juillet 2020 | 19 juillet 2020 | 19 juillet 2020 | 19 juillet 2020 |
|  | Arda Kardjali       | Arda Kardjali       | 0                | 0                | Tcherno More Varna | Tcherno More Varna | 0               | 0               |                 |                 |  |  | 19 juillet 2020 | 19 juillet 2020 | 19 juillet 2020 | 19 juillet 2020 |
|  | 7 juillet 2020      |                     |                  |                  | Tcherno More Varna | Tcherno More Varna | 0               | 0               |                 |                 |  |  | 19 juillet 2020 | 19 juillet 2020 | 19 juillet 2020 | 19 juillet 2020 |
|  |                     |                     | Botev Plovdiv    | Botev Plovdiv    | 1                  | 1                  |                 |                 |                 |                 |  |  | 19 juillet 2020 | 19 juillet 2020 | 19 juillet 2020 | 19 juillet 2020 |
|  | Botev Plovdiv       | Botev Plovdiv       | Botev Plovdiv    | Botev Plovdiv    | 1                  | 1                  | 1               | 1               |                 |                 |  |  | 19 juillet 2020 | 19 juillet 2020 | 19 juillet 2020 | 19 juillet 2020 |
|  | Botev Plovdiv       | Botev Plovdiv       |                  |                  |                    |                    |                 | 1               |                 |                 |  |  | 19 juillet 2020 | 19 juillet 2020 | 19 juillet 2020 | 19 juillet 2020 |
|  | Etar Veliko Tarnovo | Etar Veliko Tarnovo | 0                | 0                |                    |                    |                 |                 |                 |                 |  |  | 19 juillet 2020 | 19 juillet 2020 | 19 juillet 2020 | 19 juillet 2020 |
|  | Etar Veliko Tarnovo | Etar Veliko Tarnovo | 0                | 0                | Slavia Sofia       | Slavia Sofia       | 2               | 2               |                 |                 |  |  |                 |                 |                 |                 |
|  |                     |                     |                  |                  | Slavia Sofia       | Slavia Sofia       | 2               | 2               |                 |                 |  |  |                 |                 |                 |                 |
|  |                     |                     | Botev Plovdiv    | Botev Plovdiv    | 1                  | 1                  |                 |                 |                 |                 |  |  |                 |                 |                 |                 |
|  |                     |                     |                  |                  | 1                  | 1                  |                 |                 |                 |                 |  |  |                 |                 |                 |                 |
|  |                     |                     |                  |                  |                    |                    |                 |                 |                 |                 |  |  |                 |                 |                 |                 |
|  |                     |                     |                  |                  |                    |                    |                 |                 |                 |                 |  |  |                 |                 |                 |                 |
|  |                     |                     |                  |                  |                    |                    |                 |                 |                 |                 |  |  |                 |                 |                 |                 |
|  |                     |                     |                  |                  |                    |                    |                 |                 |                 |                 |  |  |                 |                 |                 |                 |
|  |                     |                     |                  |                  |                    |                    |                 |                 |                 |                 |  |  |                 |                 |                 |                 |
|  |                     |                     |                  |                  |                    |                    |                 |                 |                 |                 |  |  |                 |                 |                 |                 |
|  |                     |                     |                  |                  |                    |                    |                 |                 |                 |                 |  |  |                 |                 |                 |                 |
|  |                     |                     |                  |                  |                    |                    |                 |                 |                 |                 |  |  |                 |                 |                 |                 |
|  |                     |                     |                  |                  |                    |                    |                 |                 |                 |                 |  |  |                 |                 |                 |                 |
|  |                     |                     |                  |                  |                    |                    |                 |                 |                 |                 |  |  |                 |                 |                 |                 |

Légende des couleurs
- Qualification pour le tour suivant.
- Qualification pour le premier tour de qualification de la Ligue Europa 2020-2021.

## Barrages de relégation

### Groupe pour la relégation
| Rang | Équipe             | Pts | J | G | N | P | Bp | Bc | Diff |  | Résultats (▼ dom., ► ext.) | BOV | DUN | TSA |
| ---- | ------------------ | --- | - | - | - | - | -- | -- | ---- |  | -------------------------- | --- | --- | --- |
| 11   | Botev Vratsa       | 4   | 2 | 1 | 1 | 0 | 3  | 0  | +3   |  | Botev Vratsa               |     | 0-0 |     |
| 12   | Dunav Ruse         | 4   | 2 | 1 | 1 | 0 | 1  | 0  | +1   |  | Dunav Ruse                 |     |     | 1-0 |
| 13   | Tsarsko Selo Sofia | 0   | 2 | 0 | 0 | 2 | 0  | 4  | -4   |  | Tsarsko Selo Sofia         | 0-3 |     |     |

|  | Qualification pour les finales pour la relégation. |

### Finales pour la relégation
| 17 juillet 2020 | Dunav Ruse (D1) | 1 - 4 | PFK Montana (D2) | Stadion Slavia, Sofia      |                            |
| 20h00 UTC+3     |                 |       |                  | Arbitrage : Georgi Kabakov | Arbitrage : Georgi Kabakov |
| 20h00 UTC+3     | Rapport         |       |                  | Arbitrage : Georgi Kabakov | Arbitrage : Georgi Kabakov |

| 18 juillet 2020 | Tsarsko Selo Sofia (D1) | 2 - 0 | Septemvri Sofia (D2) | Stade de l'armée bulgare, Sofia |                              |
| 20h00 UTC+3     |                         |       |                      | Arbitrage : Nikolay Yordanov    | Arbitrage : Nikolay Yordanov |
| 20h00 UTC+3     | Rapport                 |       |                      | Arbitrage : Nikolay Yordanov    | Arbitrage : Nikolay Yordanov |